# Vörös kutya
A Vörös kutya 2011-ben bemutatott, Kriv Stenders által rendezett ausztrál film, ami Louis de Bernières igaz történeten alapuló azonos című regénye alapján készült. Az 1970-es években játszódó film az Ausztrália nemzeti legendájává vált Vörös Kutya életének, valamint a neki köszönhetően valódi közösségé formálódott kis bányásztelep lakóinak története. Összesen tíz díjat kapott, minden idők 21. legnagyobb bevételt hozó ausztrál filmje lett.
2016-ban Vörös kutya: A kezdetek címmel előzménytörténetként elkészült a film folytatása, melyben a kutya életének korábbi időszakát mutatják be.
2019-ben Koko: A Red Dog Story címmel ausztrál dokumentum-játékfilm készült a Vörös Kutyát alakító Koko kutya életéről.

## Cselekmény
|  | Alább a cselekmény részletei következnek! |

Van, amikor a gazda választ kutyát, máskor a kutya választ gazdát.
1979. november 20., Dampier, kis vasérckikötő Nyugat-Ausztrália Pilbara régiójában, az Indiai-óceán partján.
Este egy fáradt kamionos tér be a kis település kocsmájába. Noha a csehó tele van, szokatlanul nagy a csend. A hely rendőre jön át a hátsó teremből, „nem tudom megtenni” mondja, majd elteszi pisztolyát. Kiderül, hátul egy nagyon beteg kutya fekszik. Hamarosan megérkezik az állatorvos, mérgezésre gyanakszik. Ad ellenszert, de nem ígér semmit. Ha a kutya megéri a reggelt, van esélye a túlélésre.
A kamionos a kocsmárost kérdezi, hogy mi történt pontosan. Ahogy a Jack nevű férfi mesélni kezd, egy fantasztikus és hihetetlen történet bontakozik ki.
Az 1960-as évek végén Pilbara belsőbb, addig szinte néptelen, világvégi területén vasércet találtak. Hamarosan megnyílt a bánya, majd a bányatársaság saját vasútvonala és kikötője. A vasúttal hozott ércet hajókkal szállították tovább Dampierből. A világ minden tájáról érkeztek ide a nyelvet is alig beszélő munkások. Egyesek a nyomor, mások az üldözés, a törvény, vagy éppen önmaguk elől menekültek ide, a világ végére. Ez a világ a férfiak világa volt. Sebtében felállított barakkokban laktak, a cég busza vitte őket naponta a rakodóba.
Jack is a jobb élet reményében vállalta a kőkemény munkát a kikötőben. Egy utánfutós kocsival vágott át a fél országon. Már csak pár kilométerre volt a várostól, amikor egy vörös kutyát látott ácsorogni az út közepén. Nem akarta elütni, ezért megállt, kiszállt, odament hozzá, ám ekkor a kutya otthagyta és beszállt a kocsiba. Mivel nem volt hajlandó kiszállni, Jack elvitte magával Dampierbe.
A kutya hamarosan a kisváros kedvence lett, mindenkivel jóban volt, de megőrizte függetlenségét, senkit nem fogadott el gazdájának, még az őt megtaláló Jacket sem. Neve egyszerűen Vörös Kutya lett. Rendszeres szokásává vált, hogy bekéredzkedett kocsikba, teherautókra, még a vonatra is felszállt, elvitette magát, majd valahol kiszállt. Senki nem tudta merre jár, de mindig visszatért.
Vörös minden autóba beszállhatott, egyedül a bányatársaság munkásbuszát vezető amerikai John Grant nem engedte sohasem felszállni. Vörös eszén azonban nem járt túl. Beszállt az ugyanarra induló kocsikba, mire a lassú busz odaért, Vörös már ott várt. Vörös azonban nem a buszra, hanem Johnra pályázott. Végül összebarátkoztak, majd ő lett Vörös egyetlen és igazi gazdája. Hamarosan John részben Vörösnek köszönhetően barátnőre is lelt a bányatársaság új titkárnője, Nancy személyében.
A következő évek gondtalanul teltek. Anekdotaszerű történetekben ismerhetjük meg Vörös életének egyes mozzanatait, miként talált általa párra a mindig csak szülővárosára gondoló olasz Peeto, miként mentette meg az egyik bányász életét, aki a családja halála miatt önmagát vádolta, ezért öngyilkosságot tervezett. Megtudhatjuk, a bányászok hogyan tanították móresre a helyi lakópark kutyagyűlölő és Vöröst is meglövő gondnokát, Vörös Kutya hogyan nevelte meg a gondnok az egész várost terrorizáló gonosz macskáját, majd hogyan lettek ezután elválaszthatatlan jóbarátok. Hogyan választották be Vöröst tiszteletbeli szakszervezeti tagnak, hogyan lett a szedett-vetett szerencsevadászokból valódi közösség, miként váltak a világ minden tájáról érkezett, sokszor a nyelvet is alig beszélő munkások néhány év alatt valódi ausztrálokká.
A szép napoknak azonban váratlanul vége szakadt. 1975-öt írunk, négy év telt el Vörös a városba érkezése óta. Egy napon John végre megkérte Nancy kezét. Az eljegyzést közösen megünnepelték, majd John az éjszakát Nancynál töltötte. Másnap motorral indult a városba, de nem érkezett meg. Keresésére indultak, az út mentén találták meg. Egy kenguruval ütközött és meghalt.
Vörös nem volt képes felfogni, mi történt a gazdájával, miért nem jön haza. Elindult megkeresni és ezzel kezdődött a Vörös Kutya legendája. Négy éven keresztül vándorolt, bejárta a sivatagot, eljutott Perthbe, Darwinba. Felkéredzkedett autókba, teherkocsikba, tehervonatokon utazott. Néha egy-egy helyen pár hétre megpihent, néha hazatért, de mindig újra elindult. A négy év alatt kb. tízezer kilométert tett meg, gazdáját keresve. Úgy tartják, egy hajóra is felszállt, mert Japánban is látták.
Négy év után megöregedve, lefogyva végleg hazatért, belátta, a gazda végleg elveszett. Ezután Nancy viselte gondját. Így telt el az 1979-es év. November 20-án váratlanul görcsrohamokat kapott, valószínűleg mérget evett. A Jack által mesélt történet itt ér véget.
A csehóban mindenki Vörös életéért szurkol. A bányatársaság a napokban ajánlotta fel, hogy egy szobrot készíttet a városnak, döntsék el kit ábrázoljon. Míg Vörös a másik helységben az életéért küzd, úgy döntenek, a szobor egyedül őt ábrázolhatja, ő a város jelképe. A bányászok közösen elénekelnek egy dalt Vörösért, ekkor veszik észre, a kutya kiugrott a hátsó ablakon és eltűnt. Kihajnalodván mindenki őt keresi. Keresik a vasúti rakodóban, a kikötőben, a mólón, a lakóparkban, de sehol sincs. Végül a temetőben, Jack sírjánál találják meg, de addigra már nem él. Vörös Kutya 1979. november 21-én halt meg, valószínűleg sztrichninmérgezésben. Az addigra már legendává vált kutya halálát másnap az ausztrál újságok is leközölték. Szobra Dampier bejáratánál azóta is áll.
|  | Itt a vége a cselekmény részletezésének! |

## Szereplők
- Koko – Vörös Kutya (Red Dog)
- Josh Lucas – John Grant, Vörös egyetlen gazdája
- Rachael Taylor – Nancy Grey, John barátnője
- John Batchelor – Peeto, az olasz aki mindig hazavágyik
- Noah Taylor – Jack Collins, Vörös Kutya megtalálója, a történet elmesélője
- Keisha Castle-Hughes – Rose, az állatorvos asszisztense, Peeto leendő felesége
- Loene Carmen – Maureen Collins
- Luke Ford – Thomas, a városba érkező kamionsofőr
- Rohan Nichol – Jocko
- Tiffany Lyndall-Knight – Patsy
- Costa Ronin – Dzambaski, az orosz
- Neil Pigot – Rick, az állatorvos
- Eamon Farren – Dave
- Marlon – gonosz macska

## A Vörös Kutya valódi története

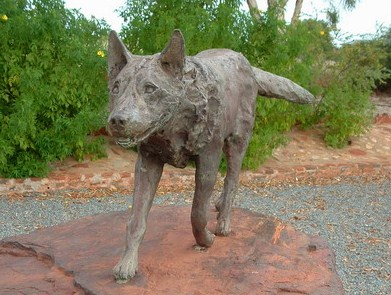
Vörös Kutya szobra Dampierben

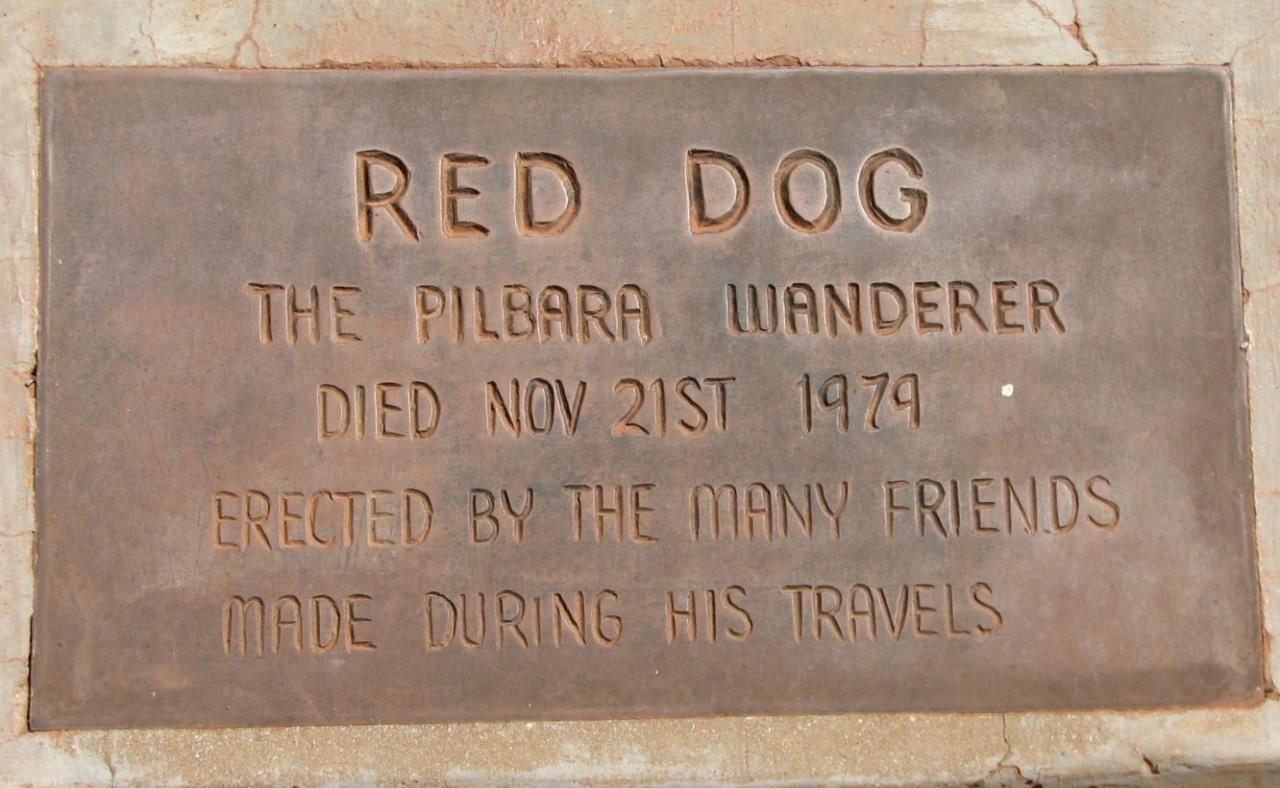
Vörös Kutya emléktáblája a szobor talapzatán Dampierben

Vörös Kutya története teljes mértékben a valóságon alapul. Vörös egy Kelpie és ausztrál pásztorkutya keverék volt, nevét szine után kapta. A városba való első megérkezésekor azt hitték, csak a mindent ellepő vörös por miatt vörös a bundája, de miután megrázta magát és ugyanolyan maradt, rögtön ráragadt a Vörös Kutya név. Úgy vélik valószínűleg 1971-ben, Paraburdoo településen született. Noha pontosan sosem derült ki, utazási szokásai miatt első és feltehetőleg meghalt gazdájának egy teherautósofőrt gondolnak.
Vörös egész életében szeretett közlekedni, de nagy vándorútjára gazdája halála után indult. Vándorlása során több helyen is eltöltött kis időt, több ideiglenes gazdája is volt, akiktől új neveket is kapott, de mindig továbbment. Évek alatt valódi legenda lett belőle, útvonalát feltérképezték. Személy- és teherautókon, tehervonatokon utazott, de szabadon felszállhatott a távolsági autóbuszokra is. Úgy tartják, egy alkalommal egy új buszsofőr érkezett, aki nem ismerte és ezért nem engedte fel a buszra, de a miután az utasok elmagyarázták a történetét, felszállhatott. Vöröst annyira szerették Dampierben, hogy a bányászoknak köszönhetően rendes, fizető tagja volt a szakszervezetnek és a helyi sportklubnak, valamint saját bankszámlája és ebédjegye is volt. Életében többször meglőtték és megmérgezték, de mindig felépült. 1979. november 18-án eszméletlen állapotban találtak rá, súlyos mérgezést szenvedett. Már úgy tűnt, hogy felépül, de a méregtől agykárosodás alakult ki, végül az őt egész életében kezelő állatorvos kénytelen volt elaltatni. Vörös Kutya 1979. november 21-én pusztult el. Szándékosan jeltelen sírba temették el, legyen halála is ugyanolyan rejtély, mint élete.
Röviddel halála után Nancy Gillespie ausztrál írónő összegyűjtötte és kiadta a róla szóló anekdotákat, verseket Vörös Kutya címmel. 1993-ban Beverly Duckett is írt egy könyvet róla, Vörös Kutya, a pilbarai vándor címmel. A film Louis de Bernières brit író Vörös Kutya című könyve alapján készült. Vörös Kutya napjainkra az ausztrál folklór és nemzeti hagyomány része. Szobra Dampier városában mai napig áll.
A Vörös Kutya szerepét alakító Koko mindössze egy évvel élte túl a szerepét. Hétévesen, szívrendellenességben pusztult el Perth városában.

## A film fogadtatása
A Vörös kutya Ausztráliában 11 nappal bemutatója után már 2011 legsikeresebb ausztrál filmje, bemutatása évében pedig minden idők nyolcadik legsikeresebb ausztrál filmje lett. Hazájában a DVD kiadás minden idők legsikeresebb ausztrál filmje, és harmadik legsikeresebb a teljes nemzetközi mezőnyben. Mivel a film más országokban kevéssé ismert témát dolgozott fel, külföldön nem aratott akkora sikert, mint hazájában.

## Díjak
- Australian Film Institute (Ausztrál Filmintézet, AFI): Australian Academy of Cinema and Television Arts (AACTA) díj.
- Heartland Film Festival: legjobb narrációs film díja.
- Golden Collar Award (Los Angeles): Koko a legjobb külföldi kutyaszínész.

Inside Film Award (ausztrál filmek díja), 2011:
- Legjobb film
- Legjobb színész – Josh Lucas
- Legjobb rendező
- Legjobb forgatókönyv
- Legjobb operatőr
- Legjobb filmzene
- Legnagyobb mozibevétel
- Legjobb vágás (jelölés)
- Legjobb design (jelölés)

## DVD kiadás
A film 2012 végén jelent meg Magyarországon. A kiadvány magyar szinkront és feliratot egyaránt tartalmaz.

## Könyvek
- Nancy Gillespie: Red Dog ISBN 978-0722317976
- Louis de Bernieres: Red Dog ISBN 978-0375421556
- Beverly Duckett: Red Dog, the Pilbara Wanderer

## Filmzenei album
Az 1970-es években játszódó filmben számos, korabeli sláger hallható. A film saját zenéje Cezary Skubiszewski szerzeménye.
- 1 Red Dog Intro 0:08
- 2 Evie Let Your Hair Hang Down, Pt. 1 – Stevie Wright 4:03
- 3 Do The Stomp – The Snowdroppers 2:16
- 4 Red Dog Road Music – Cezary Skubiszewski 2:17
- 5 Bom Bom – Daddy Cool 2:42
- 6 Many Nations – Cezary Skubiszewski 1:50
- 7 Eagle Rock – Daddy Cool 4:15
- 8 Jump Into the Fire – Harry Nilsson 7:09
- 9 Stumblin' In – Chris Norman / Suzi Quatro 3:59
- 10 Run You Down – Joe Ramirez and His Jumping Jacks / Frankie Mann 2:15
- 11 Shadow Boxer – The Angels 2:57
- 12 Clean White Love – Lisa Mitchell 3:54
- 13 Bellissimo – Jimmy Christo / Cezary Skubiszewski 1:21
- 14 Wooly Bully – Sam the Sham & the Pharaohs 2:30
- 15 Move Over Rover – Billy Hall and His Rhythm Boys 1:52
- 16 Nancy and John – Cezary Skubiszewski 2:41
- 17 The Search – Cezary Skubiszewski 5:51
- 18 We Can't Be Beaten – Rose Tattoo 3:25
- 19 The Fight – Cezary Skubiszewski 3:24
- 20 Way Out West – Dingoes 2:18
- 21 Let My Love Open the Door – Pete Townshend

## Előzetes
- https://www.youtube.com/watch?v=GTExiWzvJlo